# Achtheit von Hermopolis
Die in Hermopolis Magna entwickelte altägyptische Götterlehre der Achtheit von Hermopolis ist erstmals in der Saïtenzeit belegt. Im Gegensatz zur „Neunheit von Heliopolis“ repräsentiert die Achtheit die Kosmogonie vor der Entstehung der Welt. Die vier Urgötterpaare beschreiben daher den kosmischen Zustand vor der weltlichen Schöpfung. 

## Mythologie

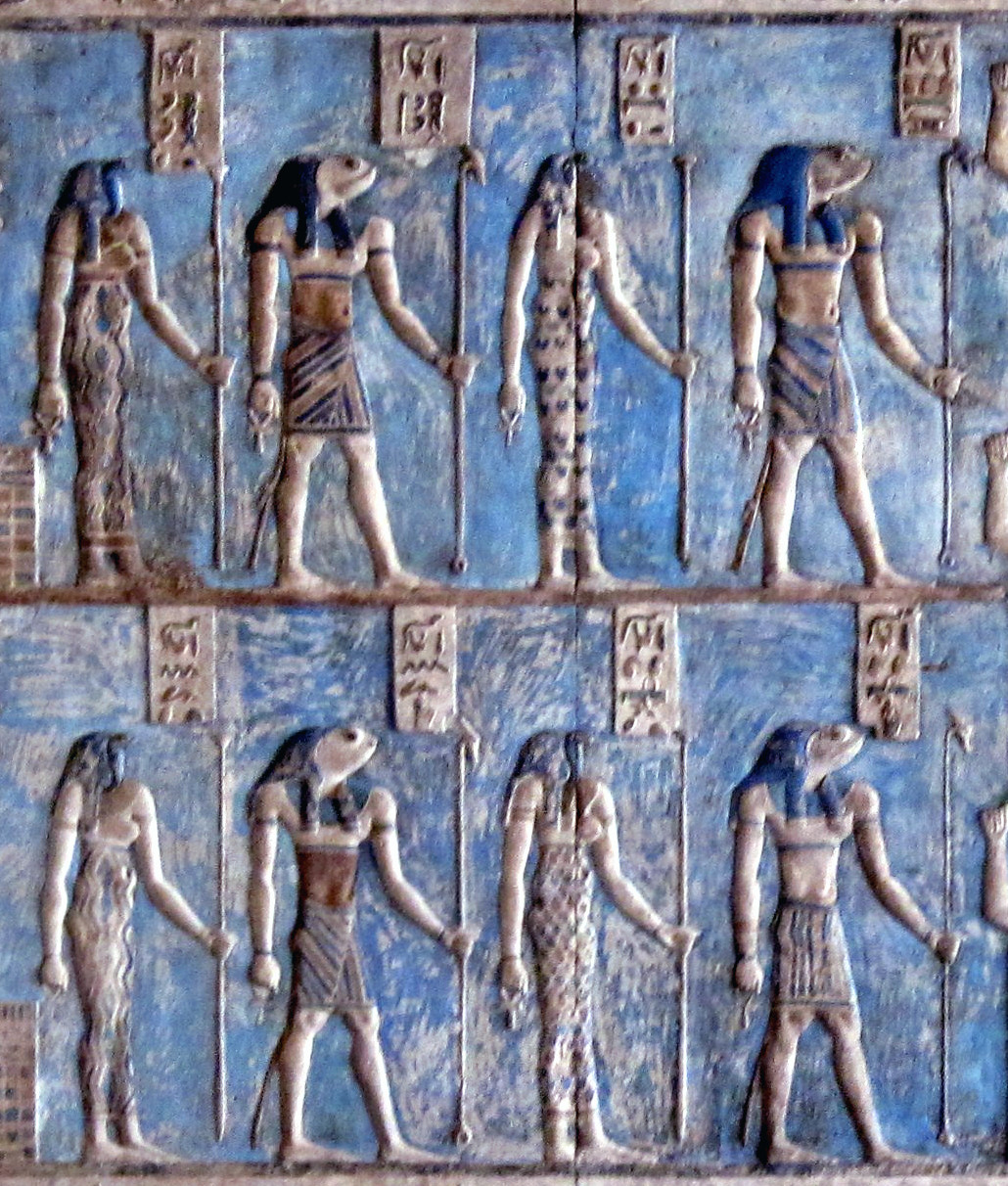
Achtheit auf Deckenrelief im Tempel von Dendera.

In das Mittlere Reich datiert eine Erklärung der früheren mythologischen Verbindungen: „Schu ist umhüllt mit dem Lebenshauch der Kehle des Benu am Tag, als Atum entstand in Heh, Nun, Kek und Tenemu.“ Die neu entstandene Götterlehre besagt, dass vor der Entstehung der Welt acht Götter herrschten:
1. Nun und Naunet stehen für das Urgewässer und für den Urozean (Das Element, das zeugt und gebiert);
2. Heh und Hehet für den ewigen Raum, für die Endlosigkeit und für die Unendlichkeit (Die Urzeit, der Hauch und die Liebe des Schaffens, das schöpferische Verlangen);
3. Kek und Keket für die Urfinsternis (Vor Erschaffung der Gestirne, der Urraum, der als Mann das Helle schafft und als Frau die Nacht und so den Tag gebiert);
4. Tenem und Tenemu für die Weglosigkeit (Der kosmische Niederschlag, der sich zeugend und kreisend aus dem Urwasser absetzt).

Das letzte Paar wird häufig ersetzt durch
1. Niau und Niaut, die Leere;
2. Gereh und Gerhet, der Mangel; und im Neuen Reich durch
3. Amun und Amaunet für die Unsichtbarkeit, für die Verborgenheit, für das Verborgen- und Geheimsein (die Luft).

Die männlichen Wesen werden in menschlicher Gestalt mit Froschköpfen, die weiblichen Wesen mit Schlangenköpfen dargestellt.

## Der Sonnengott Re als Sohn der Achtheit
Der Sonnengott Re wurde gemäß der Lehre aus Hermopolis durch die Achtheit geboren, die entsprechend im demotischen Papyrus „Die Heimkehr der Göttin“ als „seine Väter“ beschrieben werden. Die Hauptkultstätte der Achtheit lag in Hermopolis, eine weitere westlich von Theben in einem kleinen Tempel bei Medinet Habu.
Als Schöpfer der acht Urgötter gilt nach der hermopolitanischen Lehre der Sonnengott Schepsi.